# 皮爾斯鎮區 (愛荷華州佩奇縣)
皮爾斯鎮區（英語：Pierce Township）是位於美國愛荷華州佩奇縣的一個行政鎮區。

## 地方資料
根據2010年美國人口普查的數據，皮爾斯鎮區的面積為92.99平方千米，當中陸地面積為92.53平方千米，而水域面積為0.46平方千米。當地共有人口999人，而人口密度為每平方千米10.74人。